# Foligno
Foligno je grad u središnjoj Italiji. Drugi je najveći grad u pokrajini Perugia unutar regije Umbria. Grad Foligno najpoznatiji je kao jedno od najvažnijih željezničkih čvorišta u Italiji.

## Zemljopis
Nalazi se u središnjoj Italiji, u istočnom dijelu Umbrije. Grad se nalazi u valovitoj dolini okruženoj Apeninima. Središte grada smješteno je na brežuljku, što gradu daje vrlo slikovit izgled.